# شاین جکسون
شایِن جکسون (به انگلیسی: Cheyenne Jackson) (زادهٔ ۱۲ ژوئیه ۱۹۷۵) بازیگر وخواننده تئاتر است. وی ابتدا کارش را در تئاترهای ناحیه‌ای آغاز کرد و در سال ۲۰۰۲ در برادوی نقش بر عهده گرفت. در سال ۲۰۰۵ میلادی اولین نقش اصلی را تئاتر برادوی بر عهده داشت.
همچنین جکسون در فیلم یونایتد ۹۳ که دربارهٔ حملات ۱۱ سپتامبر است نقش قربانی و قهرمان مارک بینگهام را برعهده گرفت این فیلم نامزد جایزه اسکار شد. در تلویزیون نیز در سریال ۳۰ راک نقش دنی بیکر را بر عهده دارد و همچنین در سریال گلی به عنوان بازیگر مهمان نقش داستین گولزبی را داشت همچنین در سریال‌های دیگری مانند زیاد ذوق‌زده نشو, جنگل رژلب, زندگی روی مریخ, قانون و نظم، لولا در مقابل و بتی زشت نیز بازی کرده‌است.

## زندگی شخصی
جکسون علناً همجنس‌گراست و از سال ۲۰۰۰ با مونته لاپکا فیزیک‌دان آمریکایی زندگی می‌کند که از سال ۲۰۱۱ و بعد از قانونی شدن ازدواج همجنس‌گرایان در نیویورک این دو با هم ازدواج کردند. در ۱۳ ژوئیه ۲۰۱۳، جکسون از قرار طلاقشان خبر داد. آن دو نهایتاً در سپتامبر همان سال از هم جدا شدند.
در اکتبر ۲۰۱۳، جکسون در اینستاگرامش خبر داد که با بازیگر آمریکایی جیسون لاندو در رابطه است. آن دو نامزدیشان را در فوریه ۲۰۱۴ اعلام کردند و در انسینو، کالیفرنیا در سپتامبر همان سال ازدواج کردند. جکسون و لاندو در سال ۲۰۱۶ صاحب دو فرزند، دوقلوی دختر و پسر شدند.
جکسون، مدّتی به الکل اعتیاد داشت و از ۲۰۱۳ پاک است.
همچنین وی عضو چندین بنیاد برای درمان ایدز نیز هست.